# جنک شاهین
جنک انور شاهین (ترکی استانبولی: Cenk Şahin؛ زادهٔ ۲۲ سپتامبر ۱۹۹۴) بازیکن فوتبال اهل ترکیه است. از باشگاه‌هایی که در آن بازی کرده‌است می‌توان به باشگاه فوتبال استانبول باشاک‌شهر اشاره کرد.
شاهین به دلیل حمایت از حمله نظامی ترکیه به کردستان سوریه، از سوی باشگاه فوتبال سن پائولی اخراج شد.